# Jan Born
Jan Born (30 de março 1958 em Celle (Baixa Saxônia) é um neurologista e neurocientista alemão, bem como pesquisador do sono e da memória.

## Vida
Jan Born estudou psicologia na Universidade de Tubinga, onde recebeu seu doutorado em 1985. A habilitação da fisiologia seguiu em 1989 na Universidade de Ulm. De 1989 a 1998, Born foi professor de Psicologia Fisiológica na Universidade de Bamberg e desde 1999 Professor de Neuroendocrinologia na Universidade de Lübeck, onde em 2002 dirigiu o Instituto de Neuroendocrinologia. Em 2010, ele foi sucedido por Niels Birbaumer na cadeira de psicologia médica em Tübingen.

## Pesquisas
Born faz pesquisas e publicações no campo da formação da memória durante o sono. Ele demonstrou, entre outras coisas, que a memória se forma no sono profundo e não - como há muito tempo presumia – no sono REM. Por seu trabalho inovador, Born recebeu em 2010 o Prêmio Gottfried Wilhelm Leibniz. 